# Donizete Francisco de Oliveira
Donizete Francisco de Oliveira, genannt Donizete Oliveira, (* 21. Februar 1968 in Bauru) ist ein ehemaliger brasilianischer Fußballspieler. Er spielte für diverse Vereine in Brasilien und 2001 kurzzeitig in Japan.
Nachdem Donizete vom Fluminense FC entdeckt worden war und beim Grêmio FBPA, CA Bragantino und dem FC São Paulo antrat, ging er 1996 zum Cruzeiro EC. Nennenswerte Erfolge waren der Gewinn der Copa Libertadores 1997 mit dem Cruzeiro EC aus Belo Horizonte sowie die Recopa Sudamericana 1998.

## Erfolge
Cruzeiro
- Copa do Brasil: 1996, 2000
- Copa Libertadores: 1997
- Recopa Sudamericana: 1998
- Copa Centro-Oeste: 1999